# Trieux (rivière)
Pour les articles homonymes, voir Trieux.
Le Trieux (également appelé ruisseau de la Chautrandie dans sa partie amont) est une rivière du sud-ouest de la France, affluent de la Tardoire, donc sous-affluent de la Charente. Il arrose les départements de la Haute-Vienne et de la  Dordogne.

## Géographie
Le ruisseau de la Chautrandie prend sa source en Haute-Vienne, vers 390 mètres d'altitude, tout au nord de la commune de Marval, en amont et au nord-est de l'étang de la Vilotte.
Il s'écoule d'abord vers le sud-ouest sur cinq kilomètres et son cours marque la limite entre Haute-Vienne et Dordogne pendant un kilomètre avant d'entrer en Dordogne sur la commune de Saint-Barthélémy-de-Bussière qu'il traverse d'est en ouest. C'est sur cette commune qu'il prend le nom de Trieux. Il continue vers le nord-ouest, reçoit en rive droite son principal affluent le Nauzon et sert à nouveau de limite entre Dordogne (commune de Busserolles) et Haute-Vienne (commune de Maisonnais-sur-Tardoire) sur près de trois kilomètres. Il pénètre à nouveau en Dordogne en se dirigeant alors vers le sud-ouest, contourne le village de Busserolles par l'ouest  et termine en direction de l'ouest.
Le Trieux conflue avec la Tardoire en rive gauche, vers 130 mètres d'altitude, deux kilomètres au nord-ouest du bourg de Bussière-Badil, en aval du lieu-dit la Plaine.
Sa longueur est de 29,5 km pour un bassin versant de 126 km2.

### Affluents
Parmi les douze affluents du  Trieux répertoriés par le Sandre, les plus longs sont, d'amont vers l'aval : 
- le principal, en rive droite, le Nauzon avec 11,6 km[4] ;
- en rive gauche, le ruisseau de l'étang Grolhier, long de 9 km[5] ;
- le ruisseau la Planche, avec 6 km[6], également en rive gauche.

### Départements, communes et cantons traversés
Le Trieux arrose deux départements et sept communes réparties sur deux cantons :
- Haute-Vienne
  - Canton de Saint-Mathieu
    - Marval (source)
    - Maisonnais-sur-Tardoire

- Dordogne.
  - Canton de Bussière-Badil
    - Saint-Barthélemy-de-Bussière
    - Piégut-Pluviers
    - Champniers-et-Reilhac
    - Busserolles
    - Bussière-Badil (confluence)

## Monuments ou sites remarquables à proximité
- L'église Saint-Paul de Reilhac, romane du XIIe siècle[7].
- L'église Saint-Martial de Busserolles des XIIe et XVe siècles[8].

## Galerie

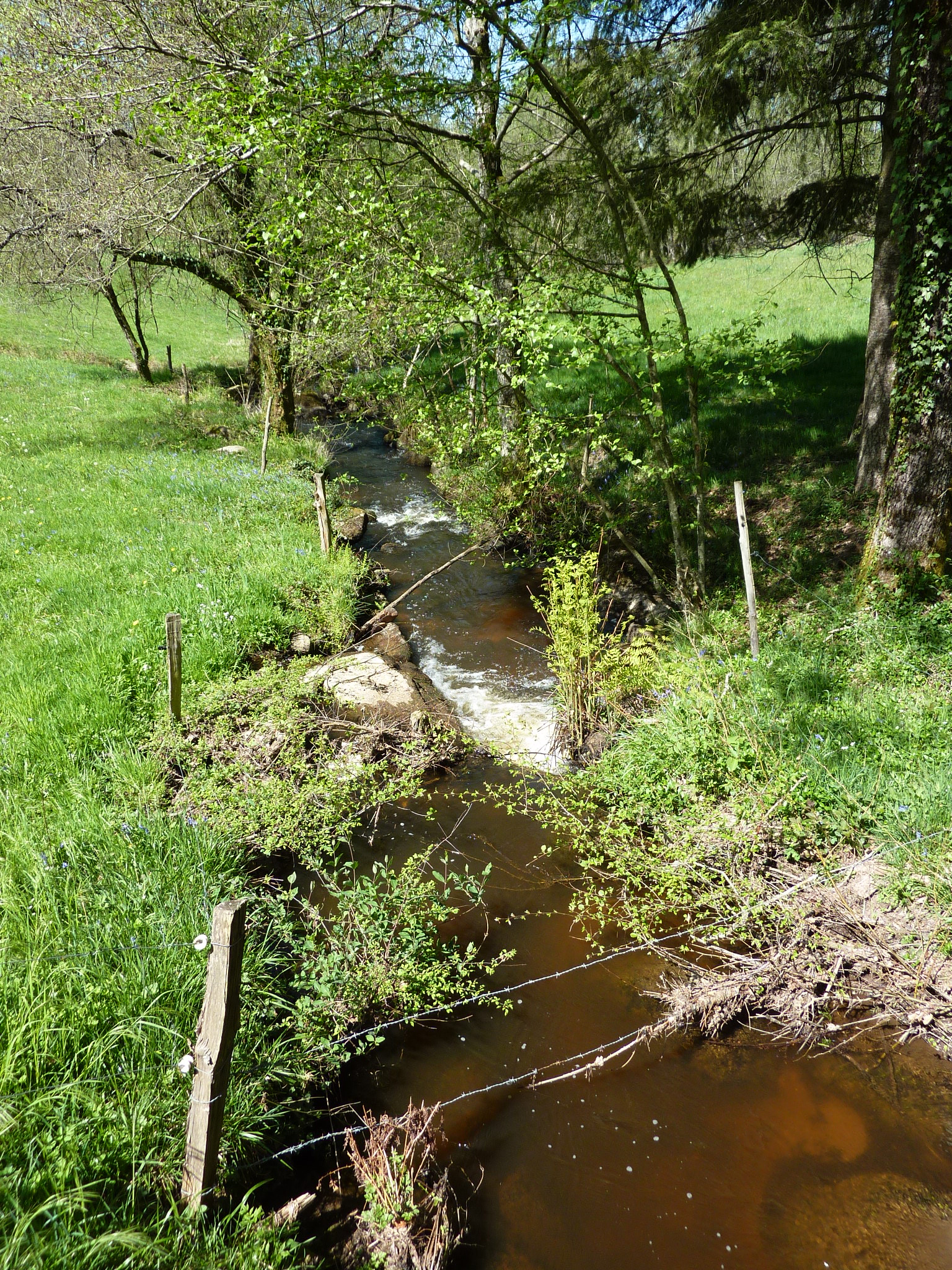
Le Trieux à Saint-Barthélemy-de-Bussière.
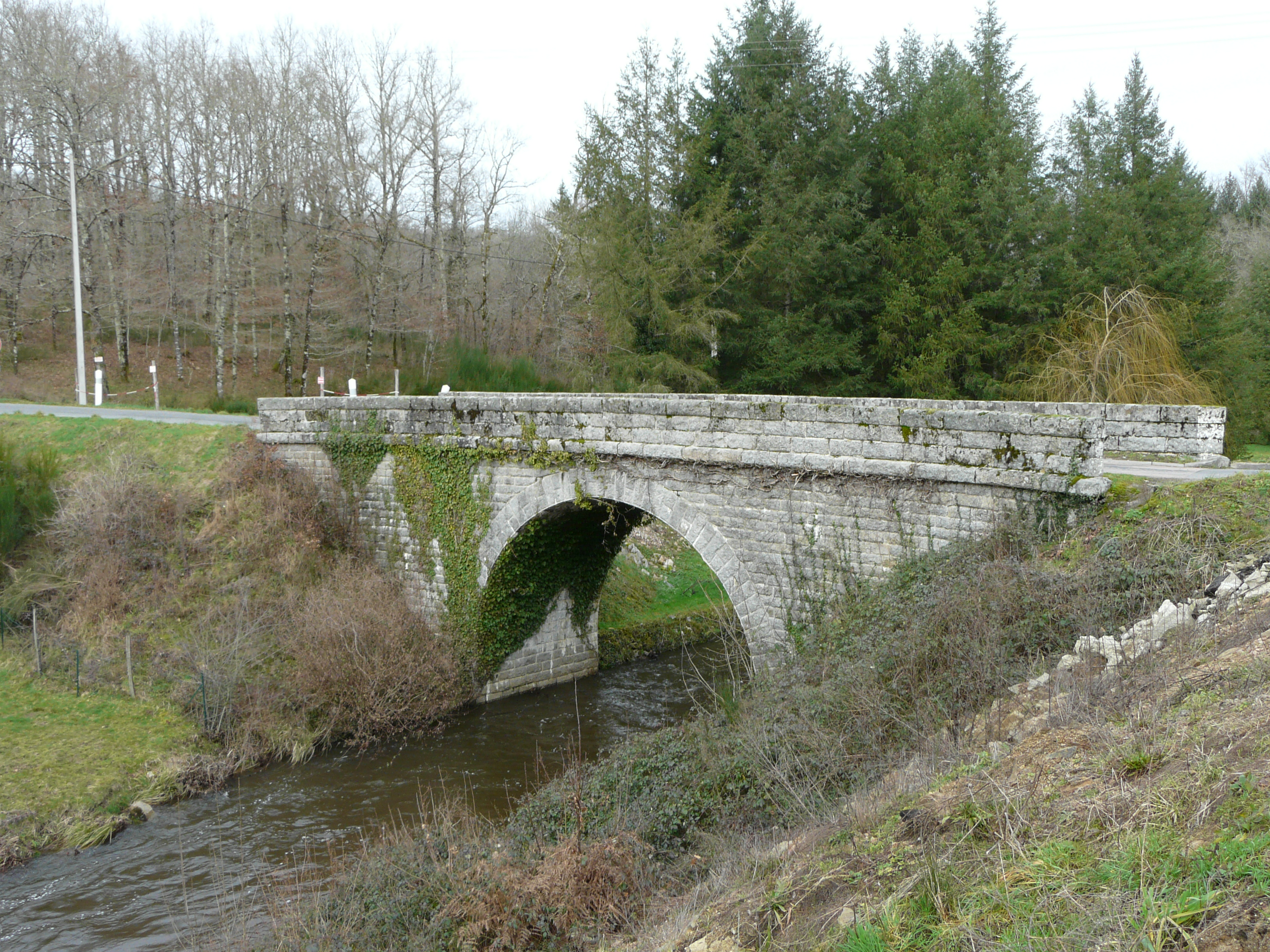
Pont sur le Trieux, en limites de Busserolles et Maisonnais-sur-Tardoire.
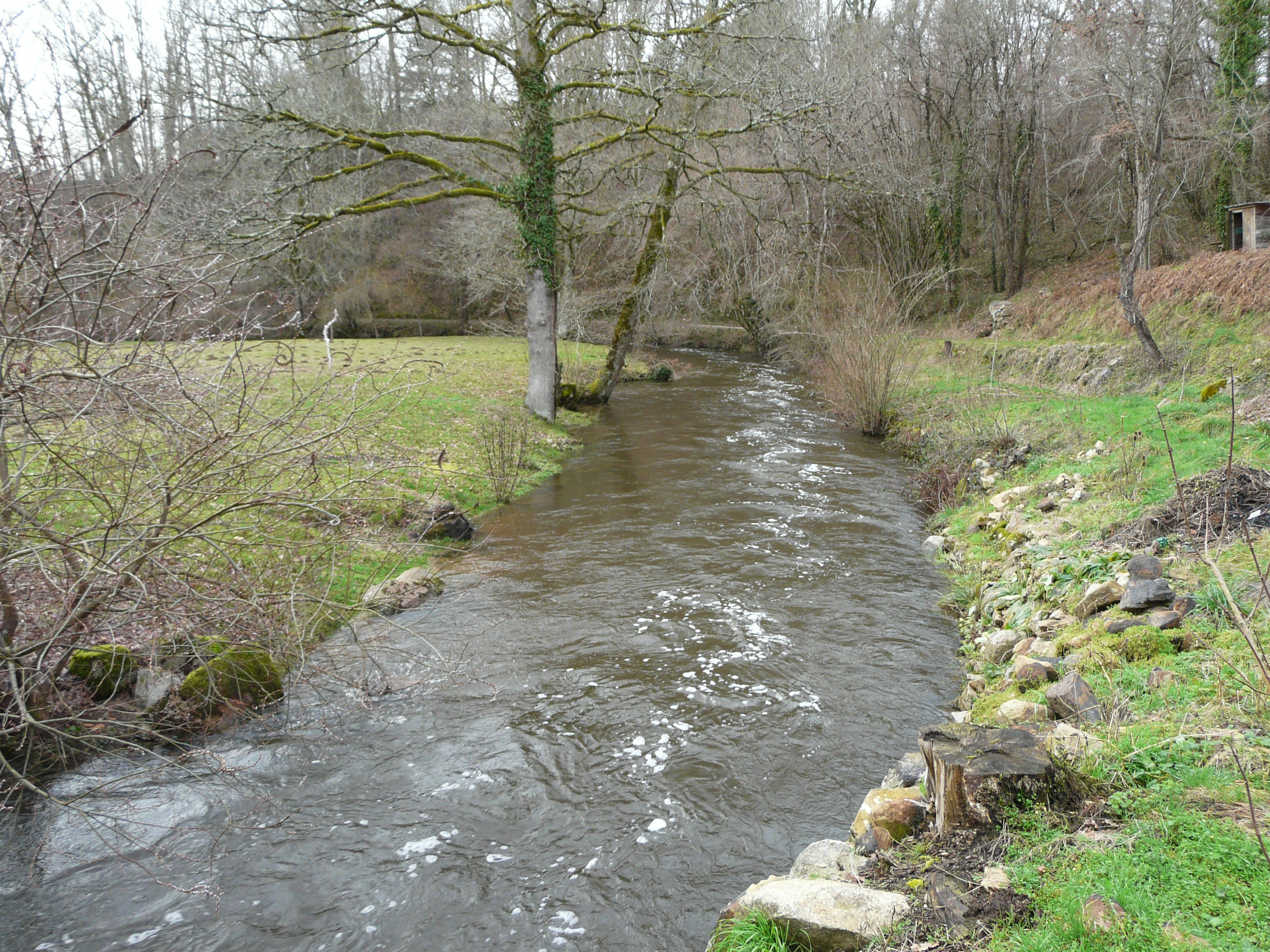
Le Trieux en aval du moulin de l'Age, en limites de Maisonnais-sur-Tardoire et de Busserolles.